# Zeppelin LZ CII
Le Zeppelin CII est un biplan monomoteur biplace allemand, conçu par Paul Jaray et construit par Zeppelin pendant la Première Guerre mondiale. C'est une évolution du LZ CI.

## Développement
La structure du CI est en bois entoilé alors que le C.II a une structure métallique et n'a pas de corne d'équilibrage aérodynamique sur la gouverne de direction.

## Suisse
Vingt LZ CII neufs sont achetés au marché noir par une société suisse. Dix neuf d'entre eux sont démontés et transportés discrètement en Suisse centrale puis vendus vers le 15 octobre 1920 à l'aviation militaire suisse et déplacés à Dübendorf où ils sont remontés et préparés pour le vol. Jugés excellents, ils sont utilisés pour la reconnaissance et l'entrainement au vol à haute altitude.
En 1924, deux avions (les N°  816 et 820) sont modifiés pour les besoins du service topographique fédéral. L'armement est démonté et un appareil photographique de prises de vues automatique est installé dans le poste de l'observateur. Les commandes de profondeur reçoivent des compensateurs pour faciliter le maintien d'une altitude constante.

En octobre 1927, le N° 816 casse en l'air, l'équipage est tué. Les autres avions sont jugés à bout de potentiel et réformés. Un des moteurs conservé est exposé au Musée suisse des transports de Lucerne.

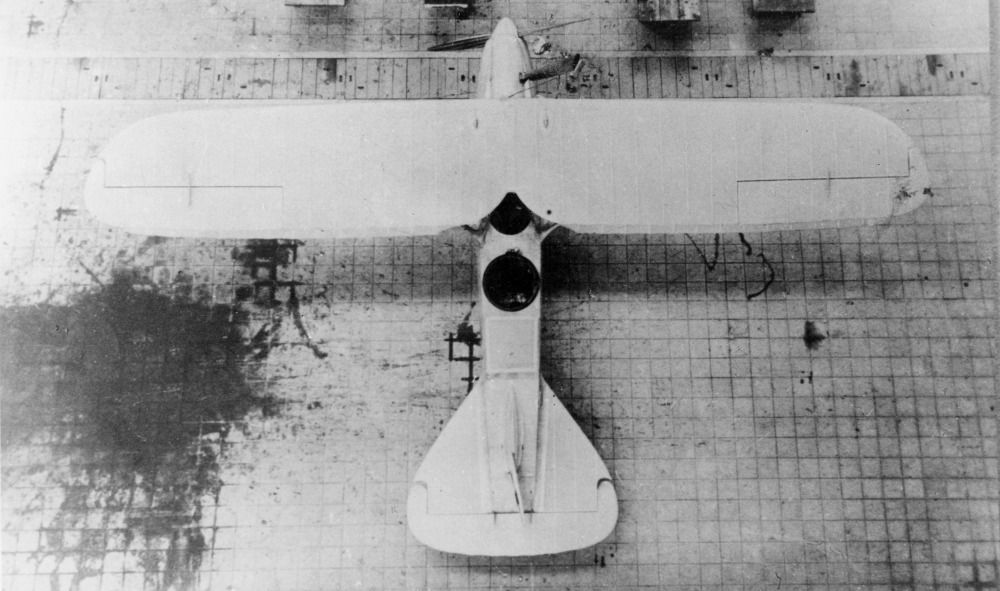
vue de dessus du Zeppelin (Jaray) CI